# Мач на смъртта
Мач на смъртта е футболен мач между киевския отбор „Старт“ (официално: отборът на киевския „Хлибзавод“, съставен от играчите на предвоенните киевски футболни клубове „Динамо“ и „Локомотив“) срещу футболистите на немския отбор „Флакелф“ (на немски: Flakelf – противовъздушно оръдие) (смесен отбор от футболни аматьори от Луфтвафе и противовъздушни пожарникари) – 9 август 1942 г. на стадион „Зенит“, ул. Керосинная, 24. След войната, благодарение на съветската пропаганда, получава името „смъртен мач“.

## История
На 9 август 1942 г. „Старт“ (в документите е посочен като „Отбор на Хлебозавод № 1“) излиза на терена в следния състав: Микола Трусевич, Олексий Клименко, Иван Кузменко, Михайло Свиридовски, Микола Коротких, Федор Тютчев, Михайло Путистин, Васил Сухарев, Володимир Балакин, Михайло Мелник, Макар Гончаренко, Павло Комаров, Юрий Чернега, Петро Сотник. Осем от тях са от Динамо, трима от Локомотив Киев.
Много по-късно, през 1943 г., четирима от играчите са разстреляни в концентрационния лагер Сирецки: Кузменко, Клименко, Коротких и Трусевич. „Последните два мача, когато трябваше да се състезаваме с немски футболисти от Флакелф, отборът на военновъздушните сили на Луфтвафе, станаха легендарни. Според съветската пропаганда това е елитен екип на Луфтвафе, който специално е долетял за мача от Германия, за да повдигне духа на нацистите с победите си. Преди това тя никога не е губила в окупираните територии. Всъщност това е аматьорски отбор на фронтовата линия, който включваше както пилоти, така и зенитни бойци.“
В първия мач на 6 август „Флакелф“, който включва най-добрите германски спортисти – пилоти, техници, зенитни изтребители – губи с резултат 1:5. На 9 август се провжда реванш по горещо преследване, който германците отново губят – 3:5 (а не 0:6, според съветската легенда). Това е мачът, по-късно наречен „мачът на смъртта“.
Тези два мача са предшествани от още няколко. И така, на 7 юни се провежда първият футболен мач на новосъздадения отбор „Старт“ на пекарна № 1, който играе срещу отбора на въоръжените сили на Германия. Срещата завършва със свирка на съдията, много преди да изтече времето му, при резултат 4:1 в полза на Киев.
17 юни – футболна среща между отбора на „Старт“ и германския „ПЗС“. Последният се състои от най-добрите спортисти на германската танкова дивизия. Мачът завършва при резултат 6:0 в полза на Киев.
19 юли – мач между отбора на „Старт“ и отбора на унгарската армия „MSG Wal“. Маджарите губят с 5:1.
На 26 юли в Киев се провежда реваншът на украинския отбор „Старт“ с подсиления отбор на унгарската армия „MSG Wal“. Унгарците губят с 3:2.
На 16 август в Киев се провежда футболен мач между „Старт“ и „Рух“ (отбор, съставен от служители на украинските власти и работници от киевски фабрики). Футболистите на „Старт“ печелят убедително.
Според Макар Михайлович Гончаренко, пряк участник в мача (интервю от 1992 г.), никой не е заплашвал киевските футболисти преди мача. След мача те се прибират свободно. 9 дни след мача голяма част от футболистите на „Старт“ са арестувани за кражба на хляб от пекарната. Целият екип е държан известно време в Гестапо, където момчетата са измъчвани и разпитвани, а по-късно са прехвърлени в концентрационния лагер в Сирет. Четирима от тях са разстреляни много по-късно – заради саботаж в хлебозавода, където работят споменатите футболисти.
През 2005 г. прокуратурата на град Хамбург затваря делото за „смъртния мач“, което се води от 1974 г. Заключението е, че няма връзка между победата на украинците и тяхната съдба.

## Паметници и мемориални знаци
- През 1971 г. на стадион „Динамо“ е издигнат паметник – гранитна стела с високорелефни фигури на четирима футболисти.[6]
- През 1981 г. на стадион „Зенит“, преименуван на „Старт“, е инсталирана скулптурна и архитектурна композиция в чест на „смъртния мач“.[6]
- През 1999 г. в блока между улиците „Щусев“ и „Академик Греков“, близо до мястото, където са открити футболни обувки сред останките на екзекутираните затворници от концлагера „Сирецки“, е издигнат мемориален знак – гранитен куб със символично пробито лице, в която замръзна бронзова футболна топка.[6]